# Jan Nepomucen Sułkowski
Jan Nepomucen Sułkowski herbu Sulima (ur. 23 czerwca 1777 w Warszawie, zm. 9 listopada 1832 w twierdzy w Terezinie) – V książę bielski (V Herzog von Bielitz) z magnackiego rodu Sułkowskich, syn Franciszka Sułkowskiego i Judyty Marii Wysockiej, wnuk Aleksandra Józefa Sułkowskiego z Rydzyny.

## Przeciw Austriakom
5 stycznia 1802 roku Sułkowski porzucił służbę w armii austriackiej, a wkrótce, za publiczne głoszenie sprzeciwu przeciwko cesarzowi Franciszkowi II, został aresztowany i osadzony 1 maja 1803 w twierdzy Kufstein. Zdołał stamtąd uciec 18 maja 1804 roku i ukrywał się w Pszczynie, należącej wówczas do Prusaków, którzy na prośbę cesarza aresztowali go, lecz Austriakom nie wydali.
16 grudnia 1806 roku w zamku na Słupnej w Mysłowicach na Śląsku poślubił baronessę Ludwikę Larisch (Lariss) (1790–1848), z którą miał tylko jednego syna Ludwika Jana Alfreda:

...poślubiono w kaplicy w Jaworznie ze Słupnej najmiłościwszego księcia Jana de Sulkowski, dziedzica i pana na Bielsku, z panną baronówną Luizą, córką zmarłego barona Karola de Larisch, dziedzica i pana na Osieku i Słupnej za dyspensą krakowskiego księcia biskupa od zapowiedzi i czasu zakazanego. Świadkami byli Luiza baronowa de Larisch, matka młodej pani, Karol baron de Larisch, brat młodej pani i Jerzy Zorsch, domowy chirurg. On miał 25 lat, ona 18 lat.

Oboje skłamali: ona dodała sobie dwa lata, on odjął cztery.

## Dla Napoleona
Wiosną 1807 roku Sułkowski jako pierwszy wystąpił do cesarza Napoleona z inicjatywą utworzenia oddziału polskich huzarów, dzięki czemu powstały później 10 Pułk Huzarów i 13 Pułk Huzarów Księstwa Warszawskiego.
6 kwietnia tegoż roku pod Mysłowicami jego oddział został rozbity. W Siewierzu zgromadził on ok. 1200 ochotników (głównie szlachty z zachodniej Galicji) i na ich czele podejmował wyprawy na miejscowości pruskiego Śląska (Imielin, Gliwice, Mikołów, Pszczynę), gdzie zaopatrywał się w konie i prowiant. Nie obeszło się przy tym bez rabunków.
Sułkowski działał bez zgody francuskiego dowództwa, dlatego też uciekł się do prowokacji, aby pokazać, że został wciągnięty do walki przez Prusaków. Przebrał część swojego oddziału w pruskie mundury i stoczył z nią teatralną potyczkę, której z zainteresowaniem przyglądał się silny podjazd z twierdzy kozielskiej, przypadkowo znajdujący się w pobliżu. Po zakończeniu "przedstawienia" Prusacy przystąpili do ataku i rozbili oddział Sułkowskiego.
W latach 1807–1824 awanturniczy książę związał się z francuskim wywiadem (podczas wojny austriacko-francuskiej usiłował zorganizować siatkę szpiegowską na Śląsku Cieszyńskim). Był wielokrotnie aresztowany przez austriackie władze za nielegalną działalność polityczną.
Sułkowski w okresie wojen napoleońskich został przywódcą ruchu napoleońskiego na Śląsku Austriackim. Przez współczesnych uważany był za zdrajcę, a przez swego młodszego kuzyna, generała napoleońskiego Antoniego Pawła Sułkowskiego z Rydzyny, za zakałę rodziny. Obecnie przyjmuje się, że oszczerstwa rozprzestrzeniali nienawidzący go przeciwnicy, a on sam był patriotą, ryzykującym dla sprawy narodowej swym majątkiem i pozycją.
Zmarł w twierdzy w Terezinie, jednym z najcięższych więzień austriackich, prawdopodobnie otruty.